# Колычевка (Мордовия)

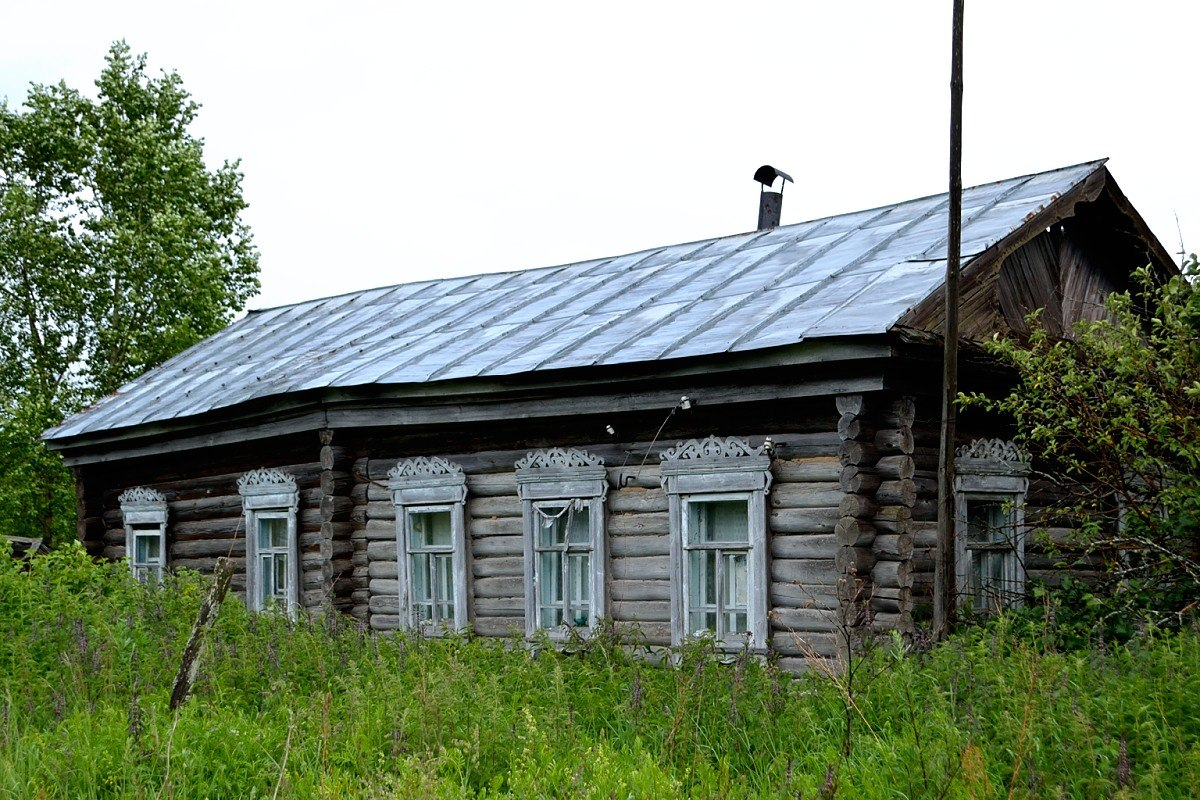
Деревенский дом.

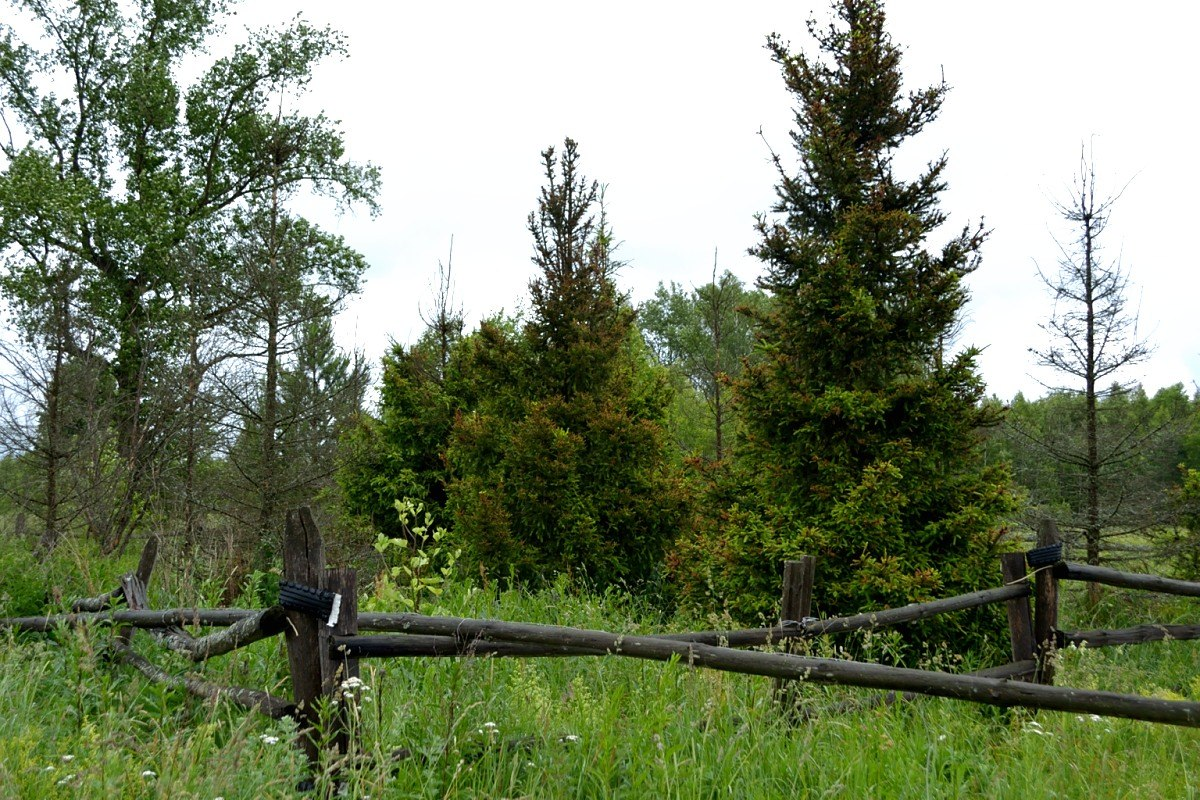
Огороженные деревья в центре деревни.

Колычёвка — русская деревня в Мордовии (Ковылкинский район). Входит в Новомамангинское сельское поселение.

## География
Расположена в 16 км к северу от районного центра, высота центра деревни над уровнем моря — 184 м..

## История
В «Списке населённых мест Пензенской губернии» (1869) Колычёвка — деревня владельческая из 3 дворов Краснослободского уезда. Название-антропоним: Колычевы были владельцами населённого пункта.

## Население
| 2002 | 2010 |
| ---- | ---- |
| 7    | ↘0   |